# Rolf Herings
Rolf Herings (Rheydt, 1940. július 10. – 2017. szeptember 29.) német atléta, gerelyhajító, olimpikon, labdarúgóedző.

## Pályafutása
Gerelyhajítóként 1961-ben és 1965-ben nyugatnémet bajnok volt. Az 1961-es universiadén bronz-, az 1965-ös universiadén aranyérmet szerzett. Az 1964-es tokiói olimpián hetedik helyezett lett. Négy év múlva Mexikóvárosban a selejtezőben kiesett. 1966 és 1968 között a nyugatnémet női gerelyhajító válogatott edzője volt.
1969 és 2013 között az 1. FC Köln csapatánál volt labdarúgóedző, különböző beosztásokban. Főleg kapusedzőként és erőnléti edzőként tevékenykedett a kölni csapatnál, de két alkalommal ez első csapat vezetőedzője volt ideiglenesen. Először 1972-ben Lóránt Gyula menesztése után, másodszor 1980-ban Karl-Heinz Heddergott távozása miatt. Kapusedzőként olyan játékosokkal foglalkozott, mint Harald Schumacher és Bodo Illgner.

## Sikerei, díjai
Gerelyhajítóként
- Universiade
  - aranyérmes, 1965
  - bronzérmes: 1961
- Nyugatnémet bajnokság
  - bajnok: 1961, 1965
  - 2.: 1963